# Syngman Rhee
Pour les articles homonymes, voir Rhee (homonymie).
Syngman Rhee ou Rhee Syngman (/i.sɯŋ.man/), né le 26 mars 1875 et mort le 19 juillet 1965, est un homme d'État sud-coréen. Il est le premier président du gouvernement provisoire de la république de Corée en exil à Shanghai et le premier président de la république de Corée (Corée du Sud) de 1948 à 1960.
Peu avant la signature du traité de San Francisco, il proclame une délimitation unilatérale de la zone maritime coréenne appelée « ligne Syngman Rhee ». Ses trois mandats en tant que président de la république de Corée ont été fortement marqués par les tensions de la guerre froide.
Considéré par les États-Unis comme une caution anti-communiste, il est à la tête de la Corée du Sud pendant la guerre de Corée. Devant faire face à la multiplication des oppositions en raison de sa pratique du pouvoir de plus en plus autoritaire au travers de la politique de l'Ilminisme, sa présidence prend fin dans un contexte de mécontentement généralisé, exprimé par des manifestations violemment réprimées à travers le pays.

## Biographie
Syngman Rhee, descendant de la famille royale des Li, naît à Haeju, dans la province de Hwanghae, aujourd'hui située en Corée du Nord. Issu d'une famille aisée et progressiste dans une péninsule sous domination japonaise, il fait ses études aux États-Unis, dans les universités George Washington, Harvard et Princeton, où il obtient un doctorat en philosophie.
Militant nationaliste, il est incarcéré entre 1897 et 1904. En 1919, alors que son pays est sous domination de l'empire du Japon, il devient chef du gouvernement coréen en exil, basé à Shanghai. À ce poste, qu'il occupe au début des années 1920 et au début des années 1940, il mène campagne pour la reconnaissance internationale de l'indépendance de la Corée.
En 1934, Syngman Rhee est nommé représentant du gouvernement provisoire de la république de Corée aux États-Unis, au même moment ou Seu Ring-haï est nommé représentant du gouvernement provisoire de la république de Corée en Europe,,.
En 1945, après la défaite du Japon au cours de la Seconde Guerre mondiale et la libération de la Corée, il rentre dans son pays à bord de l'avion personnel du général MacArthur. Il est élu en 1948 président de la Corée du Sud, puis, soutenu par les États-Unis, il exerce le pouvoir de manière autoritaire.
En 1948, le gouvernement de Syngman Rhee nouvellement installé à Séoul par les États-Unis réprime une révolte paysanne sur l'île de Jeju, entraînant un nombre de morts compris entre 30 000 et 60 000 personnes parmi les habitants de l'île. Plus largement, la répression visant les « communistes » (ou supposés tels) fait 200 000 victimes entre 1946 et 1950.
Au début de l'année 1950, Rhee fait emprisonner 30 000 communistes. Environ 300 000 autres Coréens, soupçonnés de sympathies communistes, sont envoyés dans un mouvement de « rééducation », la Ligue Bodo, puis exécutés par les forces armées coréennes du Sud lors de leur retraite en juin devant l'armée nord-coréenne.
La guerre de Corée, de 1950 à 1953, entérine la partition de la péninsule coréenne. Syngman Rhee est réélu en 1952, 1956 et 1960, mandats pendant lesquels il met en place plusieurs réformes sur l'éducation et la propriété foncière. Il élabore aussi un plan quinquennal pour le développement économique, mais ne peut pas le mettre en œuvre, à cause des événements de la révolution d'Avril. il gouverne le pays en utilisant des méthodes de plus en plus autoritaires, mettant en place un régime autocratique, appuyé sur la doctrine de l'Ilminisme ; en raison d'irrégularités commises lors de sa dernière élection, de violentes manifestations éclatent, l'obligeant à démissionner en avril 1960 et à quitter le pays. Il vécut à Hawaii jusqu'à sa mort.